# 里昂新歌劇院
里昂歌劇院（法語：Opéra de Lyon）是位於法國里昂的一座演出場館，是國立里昂歌劇團的主要表演場地。

## 历史
里昂歌劇院的歷史可以追溯至1756年。原本的歌劇院在1985年至1993年期間由讓·努維爾重新設計建造。現在的歌劇院可以容納1,100名觀眾。